# Columna Nelson
La Columna Nelson (en francés: Colonne Nelson) es un monumento erigido en 1809 en la Plaza Jacques-Cartier, de la ciudad de Montreal, en la provincia de Quebec, al este de Canadá, dedicada al almirante Horacio Nelson después de su muerte en la batalla de Trafalgar. Desde la destrucción de la Columna de Nelson de Dublín (1808-1966), la de Montreal se destaca como la más antigua "Columna de Nelson" en el mundo, y es también el monumento sobreviviente más antiguo de la ciudad. Ni la Revolución Francesa ni Napoleón habían sido populares entre los franceses en Montreal, y contrariamente a lo que se creería más tarde, los fondos públicos recaudados para el monumento se obtuvieron de británicos y franceses por igual en la ciudad.